# N’ko írás
Az n’ko (n’ko: ߒߞߏ) írást Solomana Kante dolgozta ki 1949-ben a nyugat-afrikai mande nyelvek modern írásrendszereként. 
Az n'ko kifejezést, amely az összes mande nyelven azt jelenti, hogy mondom, nem csak az írásra, de a hivatalos mande nyelvre is használják.
Az írás néhány hasonlóságot mutat az arab írással: mindkét írásrendszerben jobbról balra írnak, és a betűk a tövüknél összekapcsolódnak. Az arabtól eltérően viszont a hangsúlyt és a magánhangzókat is kötelező jelölni. Az n'ko hangokat mellékjelekkel jelölik, hasonlóan az arab nyelv egyes magánhangzóinak jelöléséhez.

## Történelem
Kante azért hozta létre az n'ko-t, mert tévhit volt, hogy nem létezik őshonos afrikai írásrendszer, valamint azért, hogy a mande nyelvek írására jobb módot biztosítson, mivel évszázadokon át túlnyomórészt adzsami arab ("idegen arab") írással írták őket, amely nem volt tökéletesen alkalmas a mande nyelvekben és sok nyugat-afrikai nyelvben megtalálható hangok írására. Kante az írásrendszert az elefántcsontparti Bingerville-ben találta ki, majd később szülőföldjén, a guineai Kankanban terjesztette.
Az új írást számos oktatási könyvben kezdték használni, amikor az írásmódot 1949. április 14-én (a n'ko ábécé napja) véglegesítették. Kante vallási, tudományos és filozófiai műveket is átírt, sőt még egy szótárat is elkészített. Ezeket az anyagokat ajándékba adták Nyugat-Afrika más mandé nyelvű részeibe. Az első, kifejezetten ezzel az írásrendszerrel használható írógépet Kelet-Európából kapták még akkor, amikor Guinea az 1950-es években kapcsolatban állt a Szovjetunióval.
Az írás bevezetése egy mozgalomhoz vezetett, amely az n'ko írásbeliséget népszerűsítette a mande nyelvet beszélők körében mind az anglofón, mind a frankofón Nyugat-Afrikában. A n'ko írásbeliség nagyban hozzájárult a guineai maninka kulturális identitás kialakulásához, és Nyugat-Afrika más részein is erősítette a mande identitást.

## Jelenlegi használat
2005-ben főleg Guineában és Elefántcsontparton használták (maninka és dioula nyelvűek), és aktív felhasználói közösség volt Maliban (a bambara nyelvet beszélők körében). A kiadványok között szerepel a Korán fordítása, számos tankönyv, például fizika és földrajz témakörökben, költői és filozófiai művek, a hagyományos orvoslás leírásai, egy szótár és több helyi újság. Bár a n'ko nyelvet többnyire informálisan, az írásrendszert támogató egyesületeken keresztül tanítják, a közelmúltban a felső-guineai magán általános iskolákban a formális oktatásba is bevezették. A nyugat-afrikai írások közül a legsikeresebbnek minősítették.
Az n'ko irodalom általában egy kangbe (szó szerint "tiszta nyelv") elnevezésű irodalmi nyelvet használ, amelyet a mande nyelvek közötti lehetséges közvetítőnyelvnek tekintenek. Például bamana nyelven a 'név' szó tɔgɔ, maninka nyelven pedig tɔɔ. A n'ko írással csak egy írott szó van a "névre", de az egyének a saját nyelvükön olvassák és ejtik a szót. Ez az irodalmi nyelvezet tehát olyan formának tekinthető, amely a főbb mande nyelvek elemeit keveri, amelyek kölcsönösen érthetőek, de nagyon erős a maninka hatás.

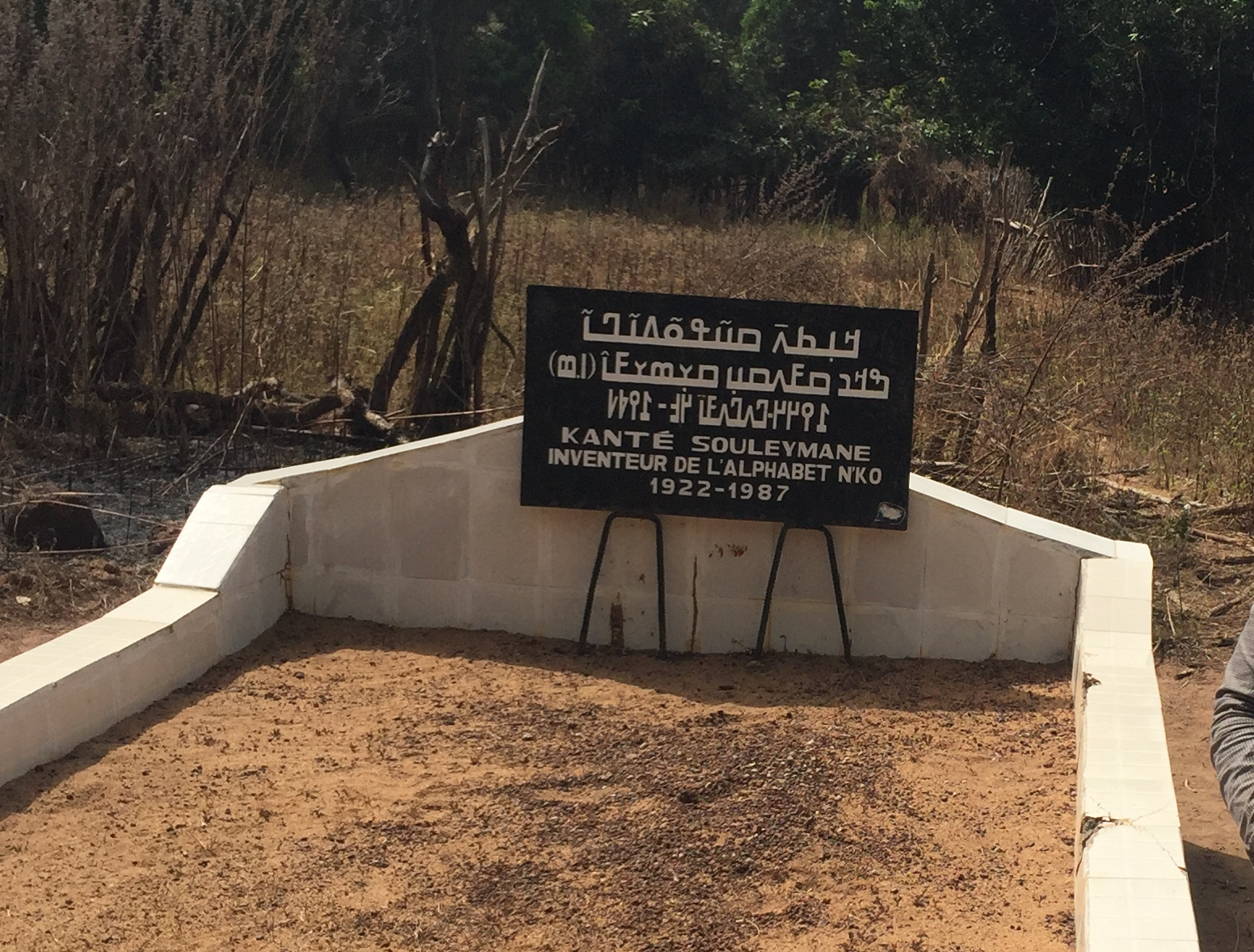
Solomana Kanté sírja. A francia felirat fordítása: "A n'ko ábécé feltalálója".

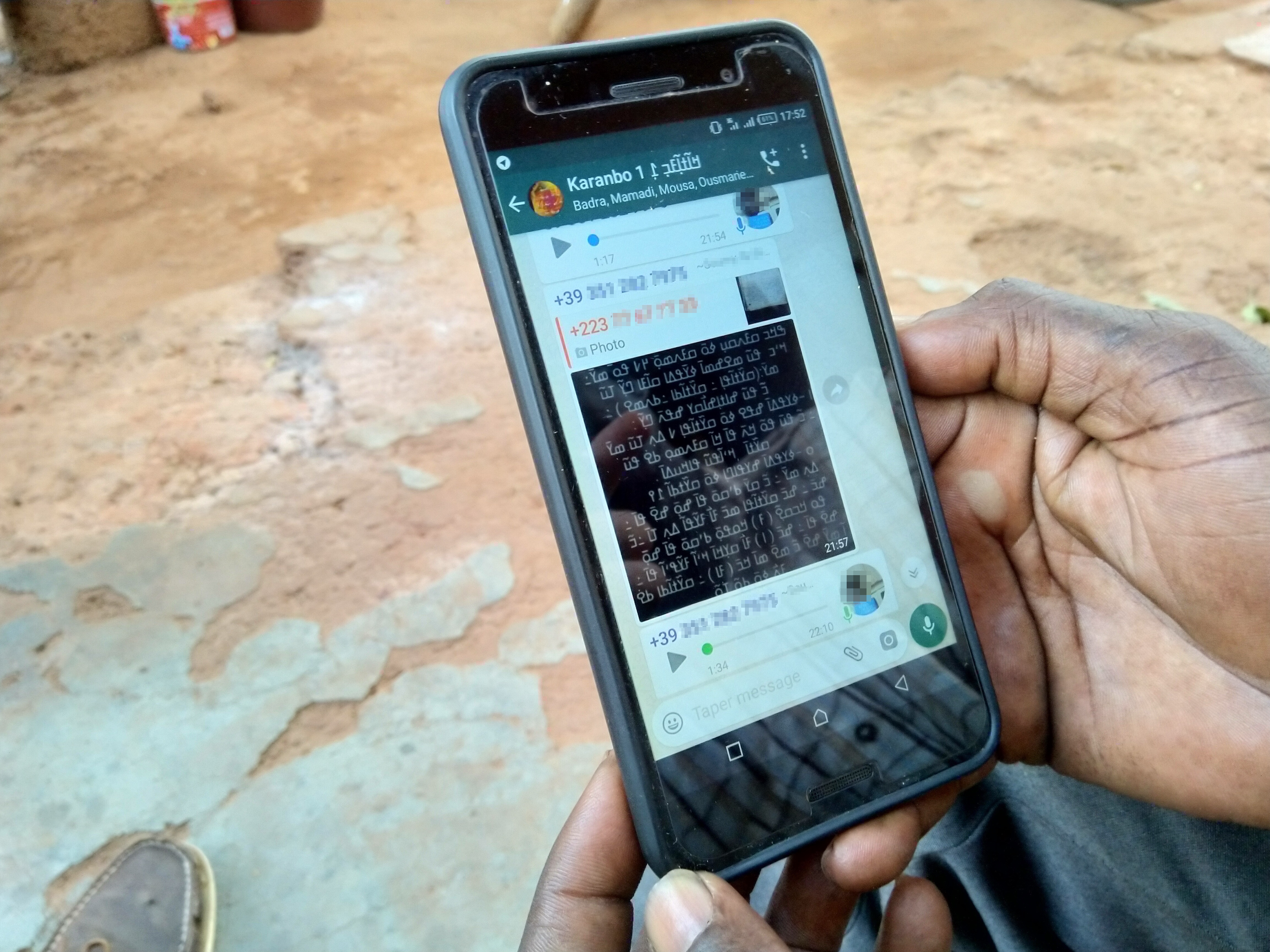
Használata WhatsApp-on.

Az n'ko-t dokumentáltan használják a Benin és Délnyugat-Nigéria joruba és fon nyelveken a hagyományos vallási kiadványokban, további mellékjelekkel kiegészítve.

### Hangsúlyok jelölése
Az írásrendszer 7 diakritikus jelet használ a hangmagasság és a magánhangzó hosszának jelölésére. Az egyszerű magánhangzókkal együtt a n'ko négy hangnemet különböztet meg: magas, mély, emelkedő és ereszkedő; a magánhangzókat kétféle módon ejthetik: hosszú és rövid. A jelöletlen jelek rövid, ereszkedő magánhangzókat jelölnek.

### Nem anyanyelvi hangok és betűk
A n'ko írással le lehet jegyezni olyan hangokat is, amelyek nem szerepelnek a mande nyelvekben. Ilyenkor a betűket mellékjelekkel módosítják. Ezeket a betűket az átírt nevekben és kölcsönszavakban használják.

### Karakterkészlet

#### Magánhangzók

A Gbakurunen n'ko szimbólum egy nagyobb szövegrész végét jelzi. Három követ ábrázol, amelyek egy főzőedényt tartanak a tűz fölött.

| ɔ | o | u | ɛ | i | e | a |
|   |   |   |   |   |   |   |

#### Mássalhangzók
| ra | da | cha | ja | ta  | pa | ba  |
|    |    |     |    |     |    |     |
| ma | la | ka  | fa | gba | sa | rra |
|    |    |     |    |     |    |     |
| n' |    | ya  | wa | ha  | na | nya |
|    |    |     |    |     |    |     |

#### Számok
| 0 | 1 | 2 | 3 | 4 | 5 | 6 | 7 | 8 | 9 |
| - | - | - | - | - | - | - | - | - | - |
|   |   |   |   |   |   |   |   |   |   |

## Fordítás
- Ez a szócikk részben vagy egészben  a   N'Ko script című angol Wikipédia-szócikk ezen változatának fordításán alapul.  Az eredeti cikk szerkesztőit annak laptörténete sorolja fel. Ez a jelzés csupán a megfogalmazás eredetét és a szerzői jogokat jelzi, nem szolgál a cikkben szereplő információk forrásmegjelöléseként.